# Robert Bouchard (homme politique ténois)
Pour les articles homonymes, voir Robert Bouchard et Bouchard.
Robert Bouchard est un homme politique canadien, il est élu député de la circonscription électorale de Hay River North à l'Assemblée législative des Territoires du Nord-Ouest à l'élection territoriale du 3 octobre 2011 jusqu'à sa défaite par R. J. Simpson lors de l'élection territoriale du 23 novembre 2015.